# Танага (острво)
Танага  (енгл. Tanaga Island) је ненасељено острво САД које припада савезној држави Аљаска. Површина острва износи 529 km².